# كونراد غلاس
كونراد غلاس (بالإنجليزية: Conrad Glass)‏ هو ضابط شرطة بريطاني، ولد في 20 يناير 1961 في تريستان دا كونا ‏ في المملكة المتحدة.